# Tamara Jenkins

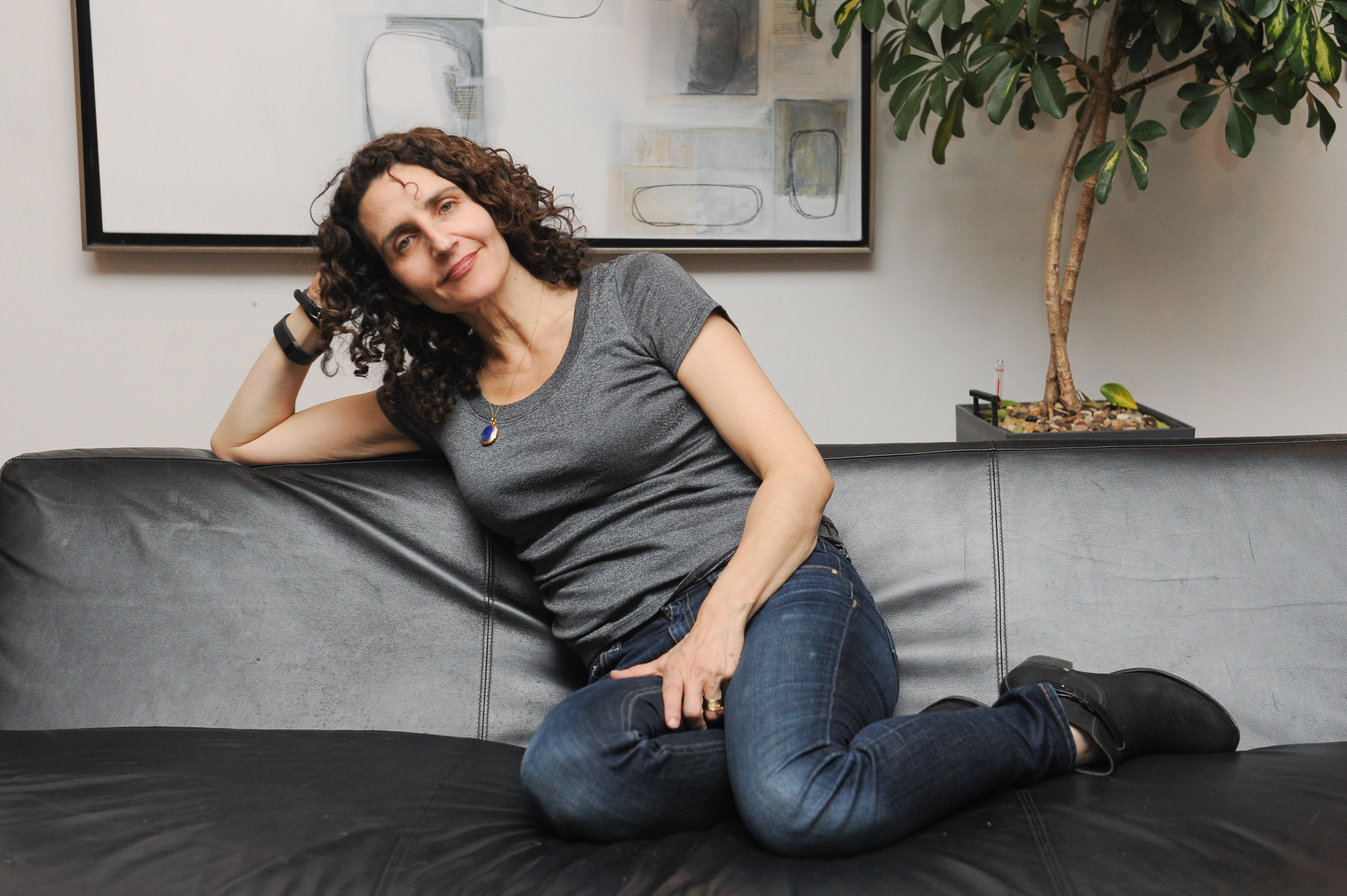
Tamara Jenkins (2013)

Tamara Jenkins (* 2. Mai 1962 in Philadelphia, Pennsylvania) ist eine US-amerikanische Drehbuchautorin, Schauspielerin und Regisseurin. Ihre größten Erfolge erzielte sie mit den Filmen Slums of Beverly Hills (1998) und Die Geschwister Savage (2007).

## Leben
Tamara Jenkins wurde in Philadelphia im Bundesstaat Pennsylvania geboren. Nach der Scheidung ihrer Eltern wurde das Sorgerecht für sie und ihre drei Brüder ihrem Vater zugesprochen, einem Autoverkäufer und ehemaligen Nachtklubbesitzer. Gemeinsam wohnten sie in Beverly Hills, wo Jenkins eineinhalb Jahre die High School besuchte. In den neunziger Jahren machte sie ihren Abschluss an der renommierten Tisch School of Arts der New York University. Tamara Jenkins ist seit 2002 mit dem Autor Jim Taylor verheiratet. Kurz nach ihrer Hochzeit zog sie in die Künstlerkolonie Yaddo in Saratoga Springs im Bundesstaat New York.

## Werk
Jenkins begann ihre Karriere 1991 mit dem Film Fugitive Love, der auf dem Sundance Film Festival gezeigt wurde. 1993 folgte der Schwarz-Weiß-Kurzfilm Family Remains, welcher 1994 einen Sonderpreis der Jury des Sundance Film Festival erhielt.
Ihr Spielfilmdebüt gab sie 1998 mit dem semi-autobiographischen Film Slums of Beverly Hills, der sowohl auf dem Sundance Film Festival als auch auf den Internationalen Filmfestspielen von Cannes gezeigt wurde. Der Film wurde in den Kategorien Bester erster Film und Bestes erstes Drehbuch für den Independent Spirit Award nominiert. Erst ein knappes Jahrzehnt später stellte sie 2007 den Spielfilm Die Geschwister Savage fertig. Während der neun Jahre zwischen den beiden Filmen veröffentlichte sie Essays und arbeitete unter anderem an Filmen zur Sexualerziehung.

## Filmographie

### Regisseurin
- Fugitive Love (1991)
- Family Remains (1993)
- Slums of Beverly Hills (1998)
- Choices: The Good, the Bad, the Ugly (2004)
- Die Geschwister Savage (2007)
- Private Life (2018)

### Schauspielerin
- Cheap Flight (1996)
- Happy Accidents (2000)
- Love in the Time of Money (2002)

### Autorin
- Family Remains (1993)
- Slums of Beverly Hills (1998)
- Die Geschwister Savage (2007)
- Private Life (2018)
- Juliet, Naked (2018)